# Estampida del Festival de Astroworld
La estampida del Festival de Astroworld fue una estampida humana producida el 5 de noviembre de 2021 en el Festival de Astroworld en Houston (Texas), Estados Unidos. Diez personas murieron y más de trescientas resultaron heridas.

## Antecedentes
El 5 de noviembre de 2021 asistieron más de 50 000 personas al festival Astroworld. El Departamento de Bomberos de Houston tuvo cincuenta y cinco unidades en servicio presentes en el festival, incluidos 367 policías y 241 agentes de seguridad. Alrededor de las 2 p. m., cientos de fanáticos rompieron perímetro del festival en un intento de entrar, derribaron detectores de metales e hirieron a una persona. La actuación de Scott fue transmitida en vivo por Apple Music.

## Estampida
El incidente ocurrió alrededor de las 9:15 p. m. hora local de Houston, momento en el cual cientos de personas provocaron una estampida hacia el frente del escenario, causando diez muertes y cientos de heridos durante la actuación del artista Travis Scott.
"La multitud comenzó a empujar hacia el frente del escenario y la gente empezó a entrar en desesperación", dijo el jefe de bomberos de Houston, Samuel Peña a la prensa; asimismo, dijo que los hechos fatales ocurrieron después de las 9:30 p. m. El jefe de la policía de Houston, Larry Satterwhite, dijo a la prensa que los servicios de emergencia comenzaron inmediatamente para dar reanimación cardiorrespiratoria a los asistentes que se habían desmayado, aunque no se pudo atender a todos. A las 9:38 p. m., fueron trasladadas 17 personas a diferentes salas de emergencias.

## Víctimas
Las edades de los fallecidos oscilaron entre los 9 y los 27 años. La gran mayoría eran estudiantes de bachillerato y universidad.
- Ezra Blount, 9 años, estudiante.
- John Hilgert, 14 años, estudiante.
- Brianna Rodriguez, 16 años, estudiante.
- Jacob E. Jurinek, 20 años, estudiante.
- Axel Acosta, 21 años, estudiante.
- Franco Patino, 21 años, estudiante.
- Bharti Shahani, 22 años, estudiante.
- Madison Dubiski, 23 años, publicista.
- Rudy Peña, 23 años.
- Danish Baig, 27 años.

## Consecuencias
Como resultado,Travis Scott canceló la última noche del festival en 6 de noviembre de 2021. También se instaló un centro de reunificación para familias en busca de desaparecidos a causa de la estampida. El 6 de noviembre, el gobernador de Texas, Greg Abbott, declaró: "Lo que sucedió anoche en el Festival fue trágico, y nuestros corazones están con los que perdieron la vida y los que resultaron heridos en la aterradora oleada de multitudes".